# Le Putois et Kalinytch
Le Putois et Kalinytch est une nouvelle de quatorze pages d'Ivan Tourgueniev parue dans le premier numéro de la revue russe Le Contemporain en 1847.  Elle ouvre le recueil des Mémoires d'un chasseur.

## Résumé
Lors d'une partie de chasse dans le district de Jizdra, le narrateur est invité par un hobereau local, M. Poloutykine, à taquiner la bécassine et le coq de bruyère. Ce dernier lui présente le Putois : c'est un serf à la redevance qui s'est établi dans la forêt pour cinquante roubles par an. Sa maison, ses fils, tout respire l'ordre, la propreté et une certaine aisance financière.
Le lendemain, nos deux chasseurs rencontrent Kalinytch. Il fait office de guide pour la chasse : la forêt n'a aucun secret pour lui.  Il est pauvre, sans famille, mais près de la nature. Trois journées de chasse plus tard, le narrateur rentre dans son domaine, enchanté par les connaissances et le charme des deux hommes.

## Extraits
- « Esprit positif, pratique, rationaliste, le Putois avait tout de l'administrateur. Kalinytch, au contraire, était une sorte d'idéaliste. »

## Édition française
- Khor et Kalinitch, traduit par Ely Halpérine-Kaminsky, dans Récits d'un chasseur, Paris, Éditions Albin Michel, 1893.
- Le Putois et Kalinytch, traduit par Françoise Flamant, Éditions Gallimard, Bibliothèque de la Pléiade, 1981  (ISBN 978 2 07 010980 7).